# Спекуляція
Спекуля́ція, у розмовній мові іноді ґеше́фт, гендлюва́ння, баришува́ння, — це купівля активу (товару або нерухомості) з надією на те, що в найближчому майбутньому він стане більш цінним. Це також може стосуватися коротких продажів, під час яких спекулянт сподівається на зниження вартості. У фінансах спекуляція також є практикою участі в ризикованих фінансових операціях у спробі отримати прибуток від короткострокових коливань ринкової вартості фінансового інструменту, що торгується, замість того, щоб намагатися отримати прибуток від основних фінансових атрибутів, втілених в інструменті, таких як вартість додавання, рентабельність інвестицій або дивіденди.
Багато спекулянтів приділяють мало уваги фундаментальній цінності цінного паперу і натомість зосереджуються виключно на зміні ціни. В принципі, спекуляція може включати будь-який торгувальний товар або фінансовий інструмент. Спекулянти особливо поширені на ринках акцій, облігацій, товарних ф’ючерсів, валют, образотворчого мистецтва, предметів колекціонування, нерухомості та деривативів. 
Спекулянти відіграють одну з чотирьох основних ролей на фінансових ринках, поряд з хеджерами, які беруть участь у транзакціях, щоб компенсувати деякі інші існуючі ризики, арбітражниками, які прагнуть отримати прибуток від ситуацій, коли взаємозамінні інструменти торгуються за різними цінами в різних сегментах ринку, та інвесторами, які отримувати прибуток через довгострокове володіння основними атрибутами інструмента.